# Huizenjacht (Vlaanderen)
Huizenjacht was een televisieprogramma dat te zien was op de Vlaamse zender VT4. Het programma werd gemaakt door productiehuis Sultan Sushi. Het programma ging van start in september 2005. Op 24 mei 2012 was de laatste uitzending. De stopzetting van het programma was mede de oorzaak door de overname van VT4 en VIJFtv door De Vijver.
Vanwege de strijd tegen kanker was presentatrice Ilse De Meulemeester delen van seizoen 1 en geheel seizoen 2 afwezig, Ann Van Elsen nam het van haar over, bij seizoen 3 kwam ze terug. Ze kreeg toen wel hulp van Cara Van der Auwera, die de rubriek "Waar voor Je Geld" voor haar rekening nam. Daarin zocht ze uit wat er op de woningmarkt voor 250.000 euro te vinden was. Ze werd bijgestaan door vastgoeddeskundige Anja Van Der Heyden. De andere twee rubrieken waren "Gezocht: Droomhuis" en "Mooi Bekeken". In "Gezocht: Droomhuis" hielp de presentatrice een koppel bij hun zoektocht naar een huis. Ze stelde telkens drie huizen voor die zouden voldoen aan de eisen van het koppel. Het koppel kreeg telkens de kans een bod te doen. In "Mooi Bekeken" bezocht De Meulemeester een bijzondere nieuwbouw of een unieke gerenoveerde woning. Daar kreeg ze een rondleiding van de bewoner en deed ze interieurideeën op.
Vanaf 2008 waren Van der Auwera en Véronique De Kock de gezichten van Huizenjacht. Ook was er wat gesleuteld aan de rubrieken. Omdat Van der Auwera in 2011 volledig ging werken voor Vlaanderen Vandaag nam Ann Van Elsen het opnieuw van haar over.